# Åsmund Grankjellson
Åsmund Grankjellson (nórdico antiguo: Ásmundr Grankellsson) fue un vikingo de Noruega del siglo XI, terrateniente y sheriff de Hålogaland, miembro del hird al servicio del rey Olaf II desde 1024 quien le dio derecho de aprovechamiento de bienes naturales en Noruega septentrional a pesar de la hostilidad de otro terrateniente local Hårek av Tjøtta, con quien se enfrentó violentamente y en uno de esos encuentros murió su padre Grankjell (m. 1028). Åsmund aportó más descontento entre los enemigos de Olaf II al asesinar al sobrino del rey rugio Erling Skjalgsson, Asbjørn Selsbane. Tras la muerte de Olaf II en la batalla de Stiklestad sirvió a Magnus I de Noruega.
En 1036 durante una visita del rey Magnus I al sur, seis años después de la batalla de Stiklestad, Åsmund Grankjellson vengó la muerte de su padre matando a Hårek de un hachazo.